# 刘洪洋 (外交官)
刘洪洋（？—），男，中华人民共和国外交官，曾任中华人民共和国驻东帝汶民主共和国特命全权大使和中华人民共和国驻马拉维共和国特命全权大使。

## 生平
刘洪洋毕业于北京外国语大学和外交学院，早年先后在驻埃塞俄比亚大使馆、驻新加坡大使馆、常驻联合国代表团、外交部领事司、外交部国际司、宁夏银川市政府工作。2005年，任外交部国际司参赞。2009年，任驻德国大使馆参赞，后升公使衔参赞。2013年，任驻印度尼西亚大使馆公使衔参赞。2015年7月，出任中华人民共和国驻东帝汶大使。2018年7月，出任中华人民共和国驻马拉维大使。2022年4月，自驻马拉维大使离任。

## 家庭
已婚，有一女。